# Calamorhabdium kuekenthali
Calamorhabdium kuekenthali är en ormart som beskrevs av Boettger 1898. Calamorhabdium kuekenthali ingår i släktet Calamorhabdium och familjen snokar. Inga underarter finns listade.
Arten förekommer på ön Bacan som ingår i Moluckerna. Honor lägger ägg.